# Mount Marshall Shire
Koordinaten: 30° 48′ S, 117° 51′ O

Das Shire of Mount Marshall ist ein lokales Verwaltungsgebiet (LGA) im australischen Bundesstaat Western Australia. Das Gebiet ist 10.190 km² groß und hat etwa 500 Einwohner (2016).
Mount Marshall Shire liegt im westaustralischen „Weizengürtel“ im Westen des Staats etwa 230 Kilometer östlich der Hauptstadt Perth. Der Sitz des Shire Councils befindet sich in der Ortschaft Bencubbin, wo etwa 240 Einwohner leben (2016).

## Verwaltung
Der Mount Marshall Council hat sieben Mitglieder. Sie werden von allen Bewohnern der LGA gewählt. Mount Marshall ist nicht in Bezirke unterteilt. Aus dem Kreis der Councillor rekrutiert sich auch der Ratsvorsitzende und Shire President.